# Piotr Wala
Piotr Adam Wala (* 16. Dezember 1936 in Bystra; † 22. Oktober 2013 in Bielsko-Biała) war ein polnischer Skispringer.

## Werdegang
Sein internationales Debüt gab Wala bei der Vierschanzentournee 1961/62. Bereits beim Auftaktspringen auf der Schattenbergschanze in Oberstdorf erreichte er als 17. eine gute Top-20-Platzierung. Nach drei guten Ergebnissen in den weiteren Springen der Tournee erreichte er mit 800,9 Punkten den 16. Platz der Tournee-Gesamtwertung.
Bei den Polnischen Meisterschaften 1962 gewann Wala beide Titel von der Normal- wie auch der Großschanze. Wenig später startete er bei der Nordischen Skiweltmeisterschaft 1962 in Zakopane. Von der Großschanze erreichte er nach Sprüngen auf 94,5 und 95,5 Meter als zweitbester Pole den achten Rang. Von der Normalschanze schaffte er nach Sprüngen auf 68,5 und 70 Meter nur den 35. Platz. Zur Vierschanzentournee 1962/63 startete Wala nicht. Bei den Polnischen Meisterschaften 1963 gewann er erneut den Titel von der Großschanze.
Die Vierschanzentournee 1963/64 beendete Wala erfolgreich als 19. der Gesamtwertung. Wenig später gewann er bei den Polnischen Meisterschaften Silber von der Groß- und Bronze von der Normalschanze. Bei den Olympischen Winterspielen 1964 in Innsbruck gehörte Wala nach diesem Erfolg zum polnischen Team. Von der Normalschanze sprang er zweimal auf 74 und einmal auf 75 Meter und erreichte damit den 22. Platz. Von der Großschanze landete er nach Sprüngen auf 86,5, 88 und 80 Meter auf dem 15. Platz.
Mit der Vierschanzentournee 1965/66 bestritt Wala seine erfolgreichste Tournee. Mit Rang neun beim Auftaktspringen in Oberstdorf erreichte er zudem sein bestes Tournee-Einzelergebnis. In der Gesamtwertung landete er mit 782,2 Punkten auf dem 10. Platz.
Bei den Polnischen Meisterschaften 1966 gewann Wala von der Normal- wie auch der Großschanze Silber, bevor er im Folgejahr nur noch eine Silbermedaille gewinnen konnte. Bei der Nordischen Skiweltmeisterschaft 1966 in Oslo startete Wala noch einmal in beiden Einzeldisziplinen. Von der Großschanze sprang er auf 71 und 74 Meter und erreichte damit den 38. Platz. Von der Normalschanze landete Wala nach Sprüngen auf 72 und 69,5 Meter auf dem 28. Platz.
Nachdem Wala bei der Vierschanzentournee 1966/67 nicht über Rang 97 in der Gesamtwertung hinausgekommen und auch bei den Olympischen Winterspielen 1968 trotz Nominierung nicht zum Einsatz gekommen war, beendete er schließlich 1969 seine aktive Skisprungkarriere.
Walas Frau Natalia war ein Turner und olympische Medaillengewinnerin bei den Olympischen Sommerspielen 1956 in Melbourne.

## Erfolge

### Vierschanzentournee-Platzierungen
| Saison  | Platz | Punkte |
| ------- | ----- | ------ |
| 1961/62 | 16.   | 800,9  |
| 1963/64 | 19.   | 775,5  |
| 1964/65 | 57.   | 524,1  |
| 1965/66 | 10.   | 782,2  |
| 1966/67 | 52.   | 649,5  |
| 1967/68 | 97.   | 158,3  |